# 约翰娜·拉松
约翰娜·拉松（英語：Johanna Larsson，1988年5月30日—）是瑞典职业网球女运动员，2006年轉職業。她的WTA生涯最高單打排名為第45（2016年9月19日）。她曾参加2016年夏季奥林匹克运动会，结果在单打第一轮被法国选手阿莉泽·科尔内淘汰。

## 外部連結
- 约翰娜·拉松的国际女子网球协会官方資料（英文）
- 约翰娜·拉松的國際網球總會 職業／青少年 官方資料（英文）
- Fed Cup - Player profile - Johanna Larsson  (SWE)（页面存档备份，存于）